# SS Sankt Erik

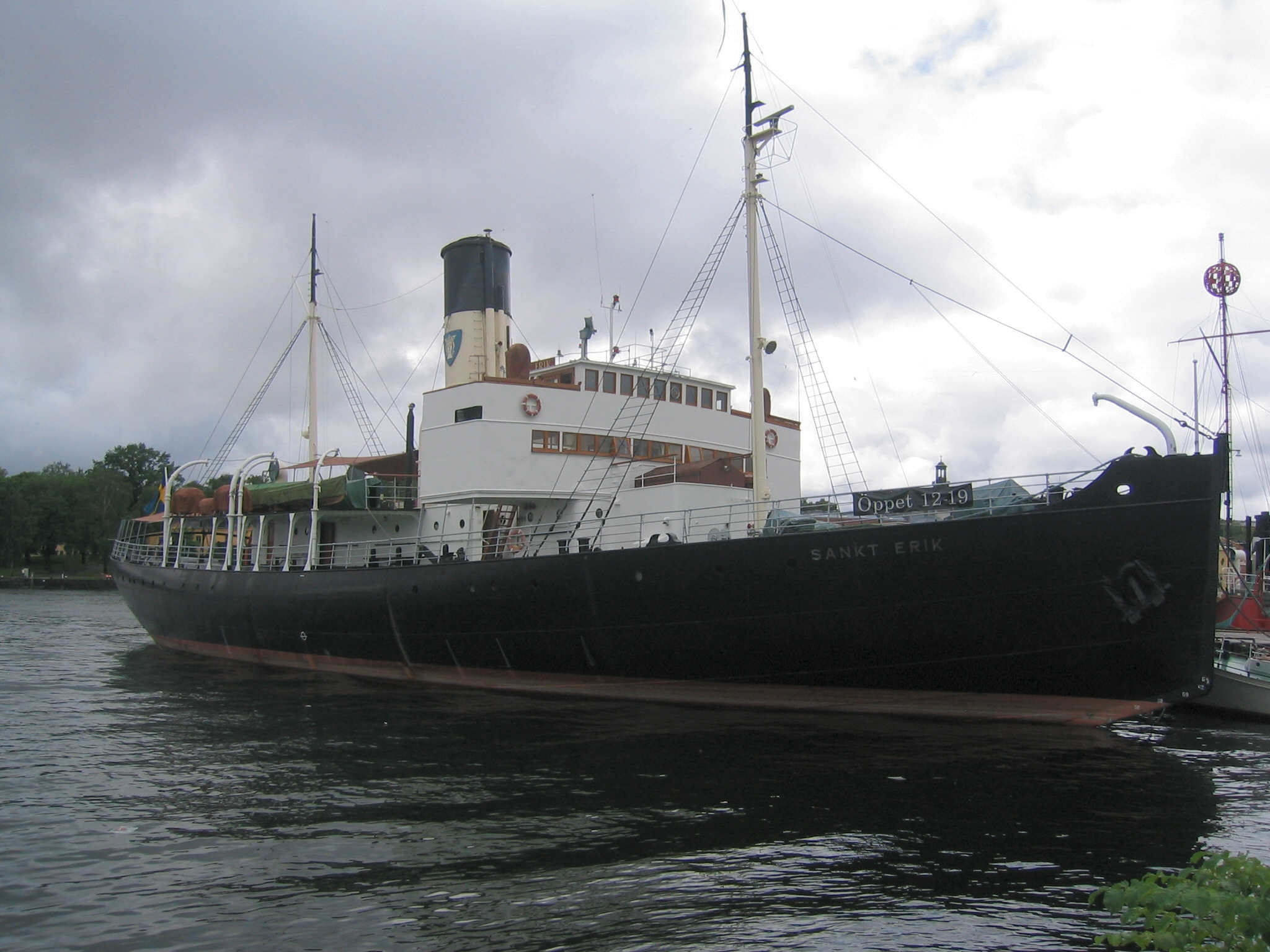
SS Sankt Erik kotví vně muzea Vasa v roce 2005. Za povšimnutí stojí tvar přídě, která je určena k najetí na led.

SS Sankt Erik byl ledoborec na parní pohon (později přestavěný) z roku 1915, poslední ve službách města Stockholmu. Zajišťoval v zimě přístup ze Stockholmu k volnému moři. Další ledoborecké trasy již provozovalo Švédské království. Je volně přístupný během otvíracích hodin muzea Vasa.